# Turistická značená trasa 1972
 Turistická značená trasa 1972 je 12 km dlouhá modře značená trasa Klubu českých turistů v okrese Chrudim spojující Třemošnici se Zbyslavcem. Její převažující směr je severní a posléze jižní. Celá trasa se nachází na území CHKO Železné hory.

## Průběh trasy
Turistická trasa 1972 má svůj počátek v centru Třemošnice na tamním hlavním turistickém rozcestí, kde se potkává se zeleně značenou trasou 4305 vedoucí z Heřmanova Městce přes Třemošnici do Lovětínské rokle a žlutě značenými trasami 7343 na Sečskou přehradu a 7399 na Pařížovskou přehradu. Trasa vede nejprve východním směrem podél Zlatého potoka v souběhu s trasou 4305 na okraj města, kde nabírá přibližně severní směr a přechází do krátkého souběhu s červeně značenou trasou 0450 z Horního Bradla na Lichnici. Po opuštění souběhu nad silnicí II/337 trasa přimyká k jihovýchodnímu úpatí Železných hor, po kterém vede nejprve k dolnímu konci Lovětínské rokle, kde se nachází opět rozcestí se zde končící zeleně značenou trasou 4305 a žlutě značenou trasou 7346 do Prachovic. Trasa 1972 pokračuje dále po úpatí hřebene přes Lhůty do Žlebských Chvalovic, kde se kříží s červeně značenou trasou 0481 z Lichnice do Žlebů. Trasa drží směr až do Licoměřic, kde se stáčí přibližně na východ a začíná stoupat na hřeben Železných hor. U malého rybníka překonává Starkočský potok a u silnice Březinka - Slavkovice se stáčí téměř v jihu, aby po vystoupán na hřeben pokračovala víceméně proti původnímu směru. Ještě během stoupání míjí tvrziště Stoupec a památník úkrytu partyzánské brigády Mistra Jana Husa, ke kterému vede krátká rovněž modře značená odbočka. Po vystoupání na hřeben prochází dětským letním táborem a u Zbyslavecké ozdravovny přichází na rozcestí se žlutě značenou trasou 7350 do Míčova. Trasa 1972 pokračuje dále jižním směrem přes pole do Zbyslavce, kde se stáčí na západ a nedaleko za vsí na rozcestí opět s červeně značenou trasou 0481 končí v nadmořské výšce 535 metrů svou pouť.

## Historie
- Trasa měla dříve svůj počátek v Kraskově. Úsek do Třemošnice byl přeznačen zeleně a nahrazen trasou 4305.
- Z náměstí v Třemošnici vedla trasa dříve ulicí 1. máje do severní části města a poté východním směrem po polní cestě k okraji lesa, kde se napojovala na současnou trasu.
- Tvrziště Stoupec značka dříve zcela míjela, kdy vedla o něco západněji.
- V blízkosti partyzánského památníku vedla trasa o něco východnější lesní cestou, odbočka k památníku byla delší.[3]

## Turistické zajímavosti na trase
- Národní přírodní památka Kaňkovy hory
- Lovětínská rokle
- Kaple svatého Kříže ve Žlebských Chvalovicích
- Rozhledna Na Kopečku v Licoměřicích
- Památník umučeným občanům Lipovce a Licoměřic s vyhlídkovým místem
- Tvrziště Stoupec
- Památník úkrytu partizánské brigády Mistra Jana Husa